# Pecíolo (insecto)

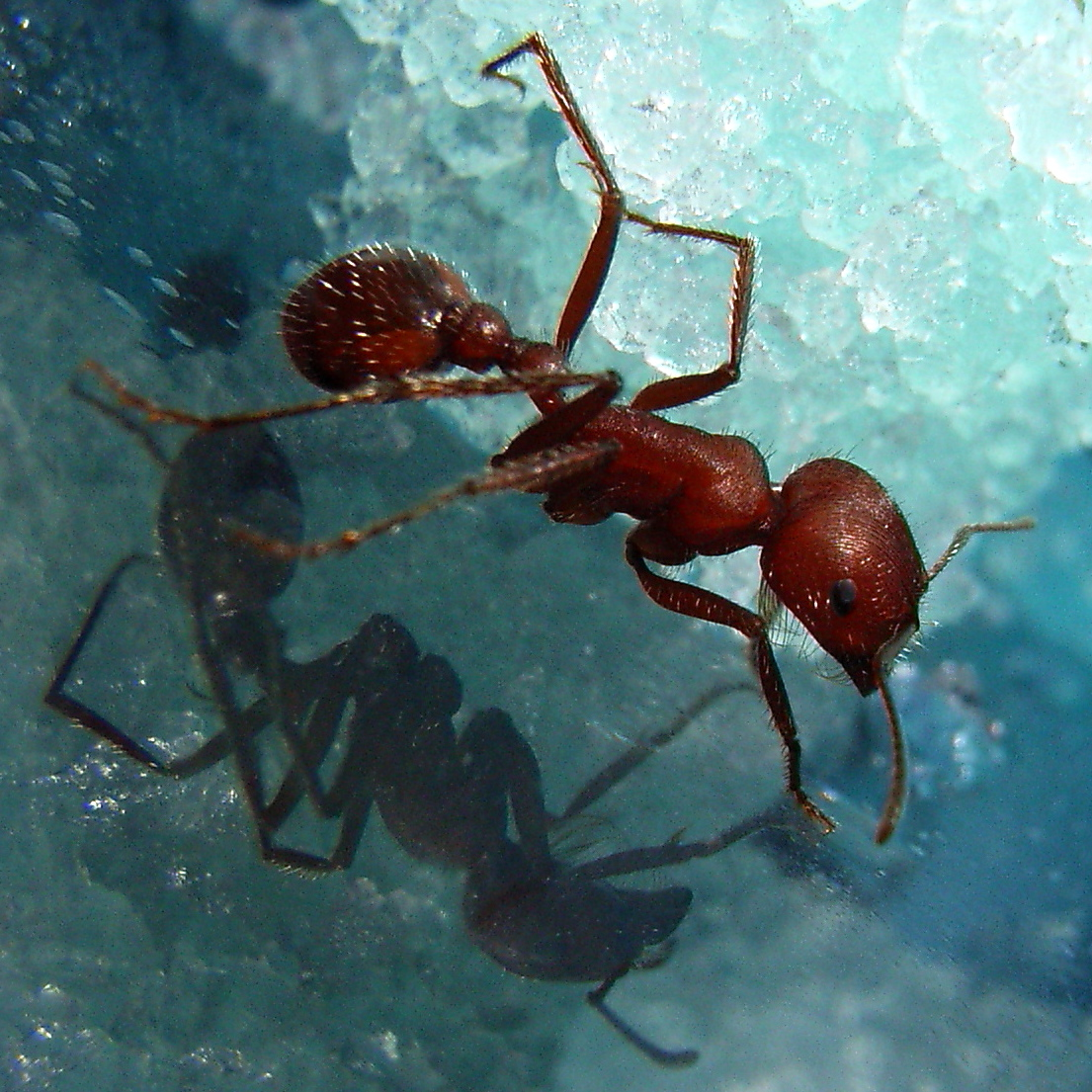
El pecíolo de esta hormiga tiene dos segmentos.

En entomología, el término pecíolo es usado en referencia a las constricciones primera (y a veces segunda) de segmentos metasomales de miembros del orden Hymenoptera del suborden Apocrita; puede también usarse para otros insectos con formas corporales similares, donde la base metasomal se constriñe. Ocasionalmente, es llamado pedicelo, pero en entomología, ese término es más correctamente reservado para el segundo segmento de la antena.

## Otros usos
- Puede usarse en el contexto de las venas alares, donde una célula alar que ordinariamente tiene cuatro lados se reduce a un triángulo con un tallo (la célula luego será peciolada).
- También usado en referencia al tallo de la base de nidos de avispas Vespidae.